# The Best of Irving Berlin’s Songs From Mr. President
The Best Of Irving Berlin’s Songs From Mr. President – album studyjny amerykańskiego wykonawcy Perry’ego Como wydany w grudniu 1962 roku przez wytwórnię RCA Victor. Jest dziesiątym albumem piosenkarza wydanym w formacie 12-calowej płyty długogrającej LP. Był nagrywany 30 września oraz 1 i 2 października 1962 roku w Webster Hall w Nowym Jorku. Na tym albumie Como wykonuje wybrane utwory z nowego wówczas (i ostatniego) broadwayowskiego musicalu Irvinga Berlina pod tytułem Mr. President.

## Lista utworów

### Strona pierwsza
1. Opening
2. „It Gets Lonely In The White House”
3. „The First Lady”
4. „In Our Hide-Away”
5. „The Secret Service”
6. „Pigtails & Freckles”
7. „Is He the Only Man in the World”

### Strona druga
1. „Is She the Only Girl in the World”
2. „They Love Me”
3. „I'm Gonna Get Him”
4. „Glad to Be Home”
5. „Song for Belly Dancer”
6. „Empty Pockets Filled With Love”
7. Finale: „This Is a Great Country”